# Medinet Haboe
Medinet Haboe (in de oudheid Djamet of Tjamet) is een archeologische locatie op de westelijke oever van de Nijl. Ze ligt tegenover Thebe, het huidige Luxor, en is vooral bekend door de Grote Tempel van Ramses III, de Tempel van Amon en verschillende grafkapellen. Het actuele dorp Medinet Haboe is gelegen naast de archeologische locatie.

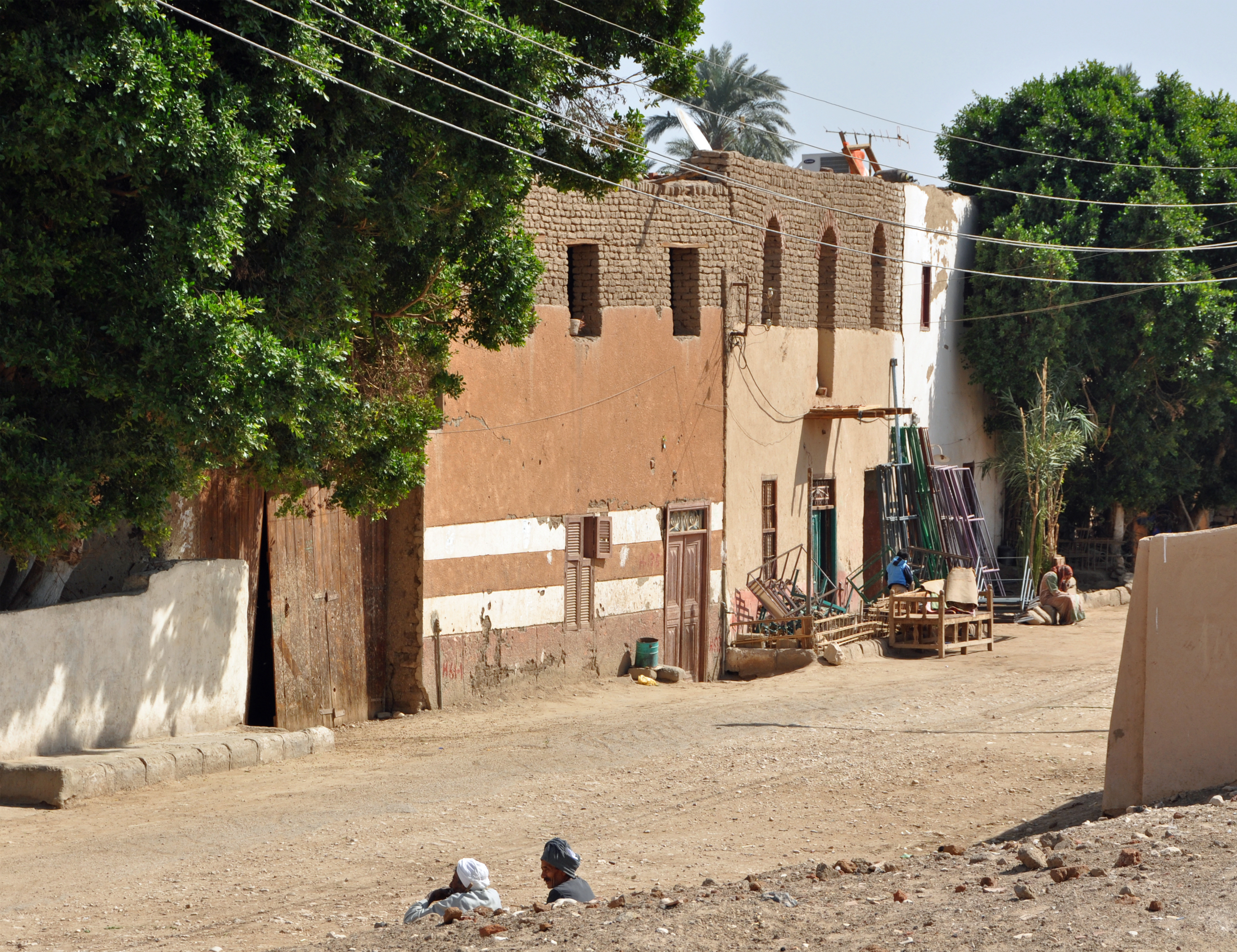
Medinet Haboe: dorpsgezicht
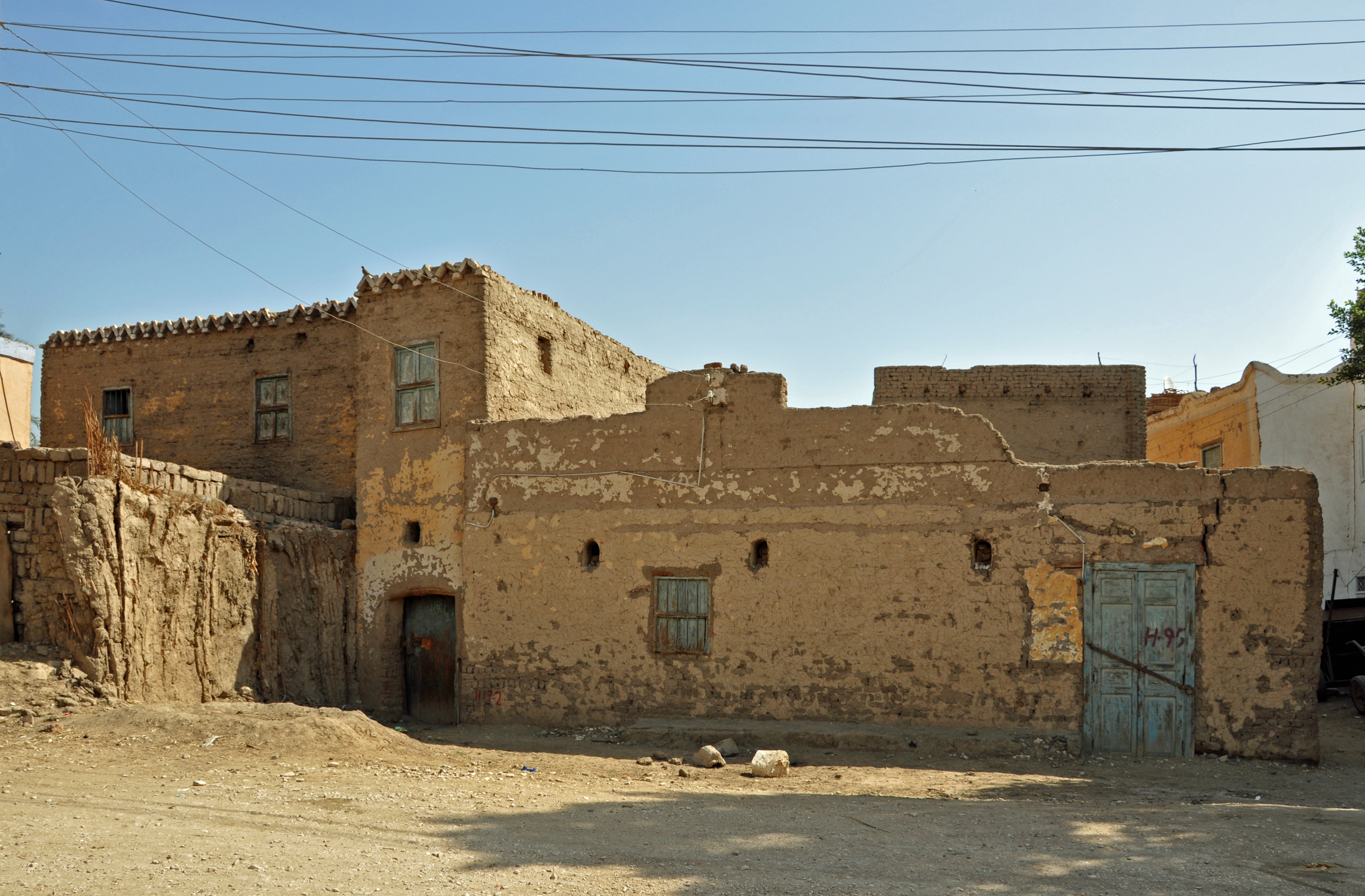
Medinet Haboe: huizen in het dorp
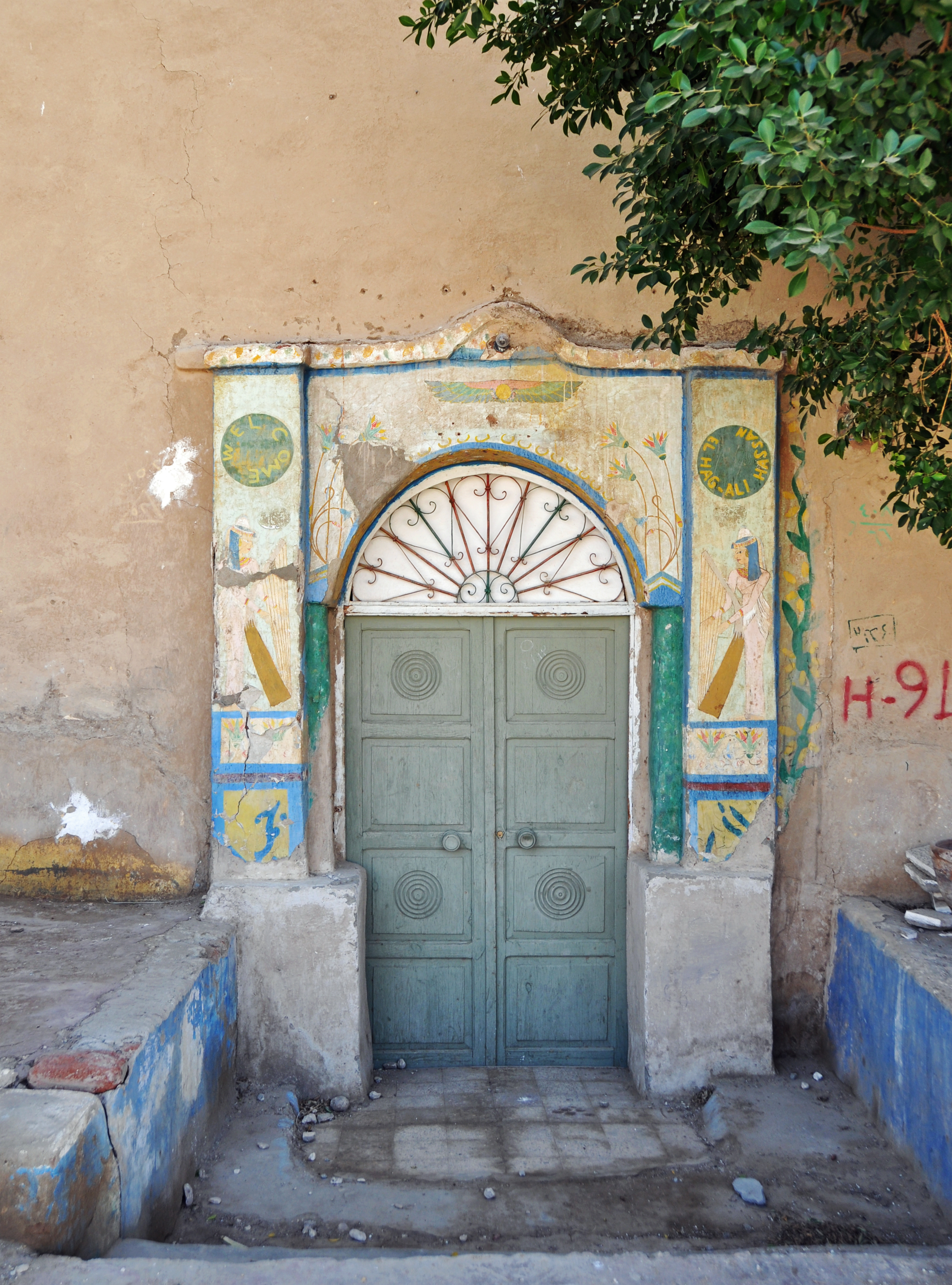
Deur van een woning in het dorp
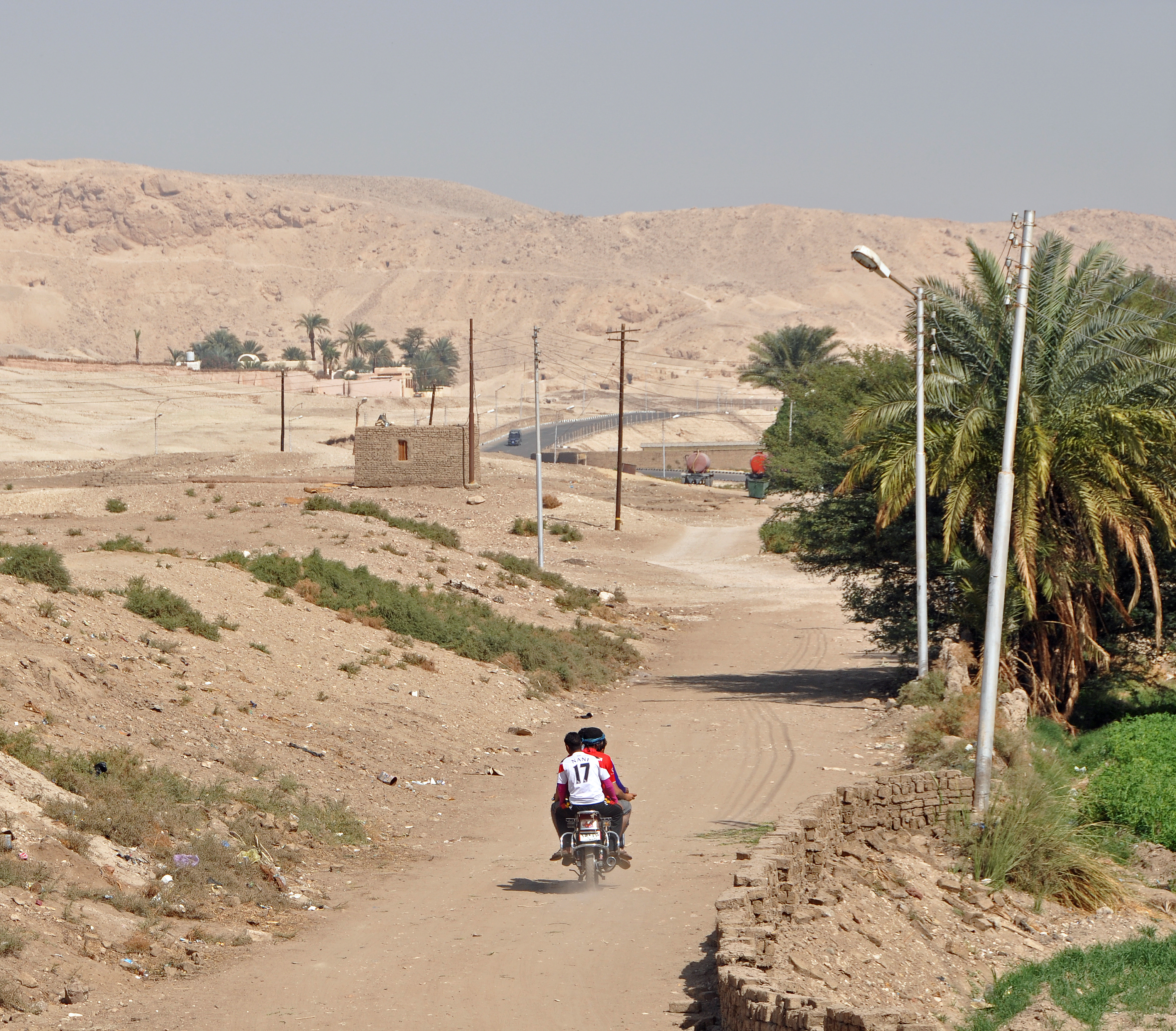
Omgeving van het dorp
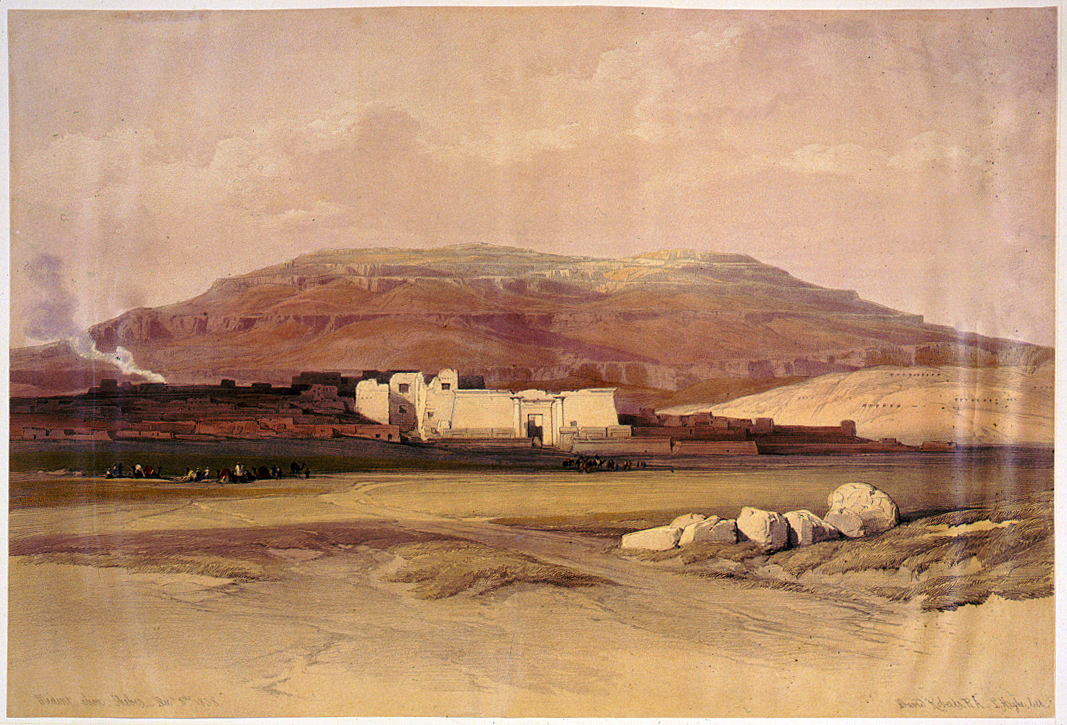
De tempel in de 19de eeuw, lithografie door Louis Haghe naar een tekening van David Roberts (1838)
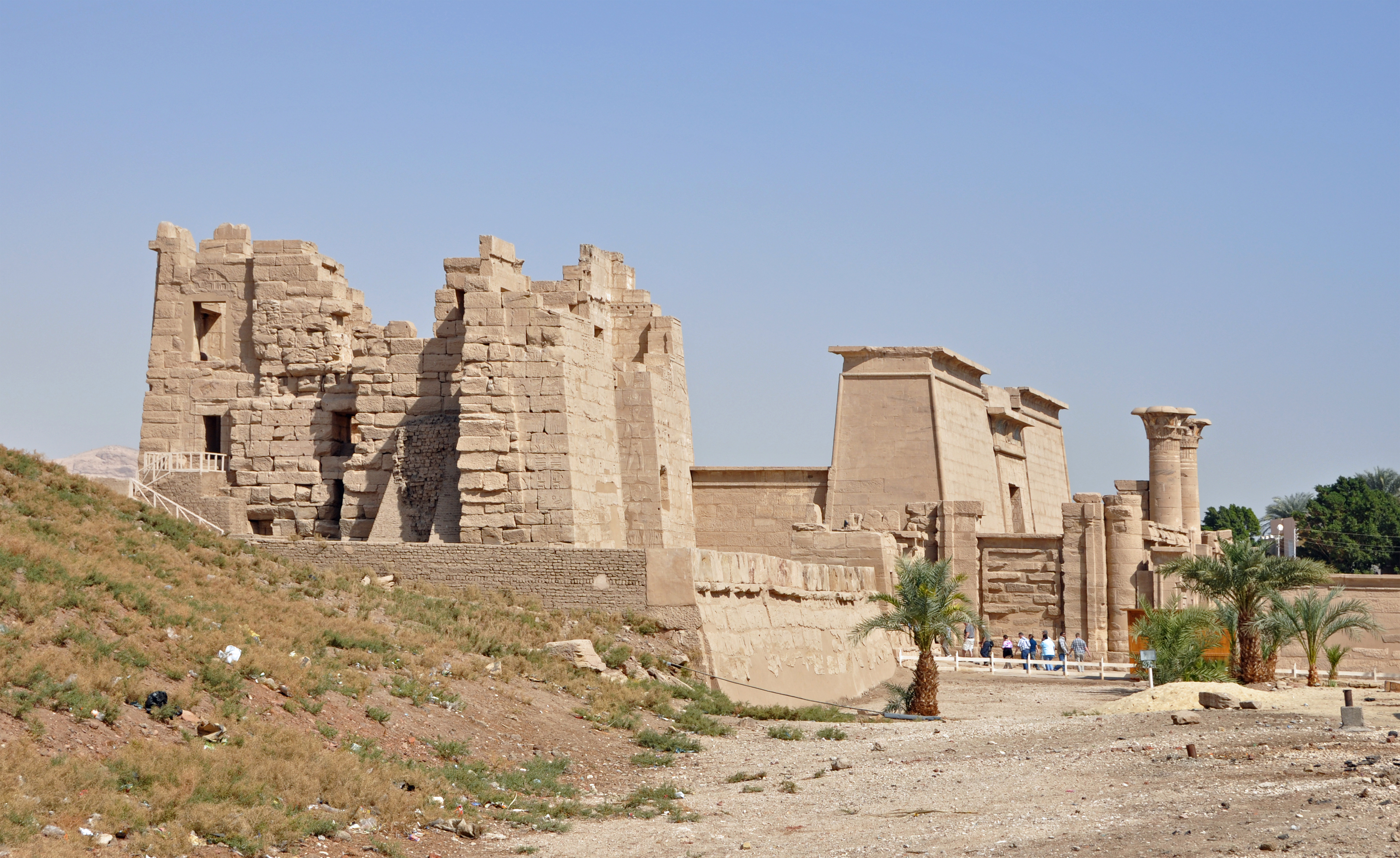
Het koninklijk paviljoen van Ramses III en de Kleine Tempel
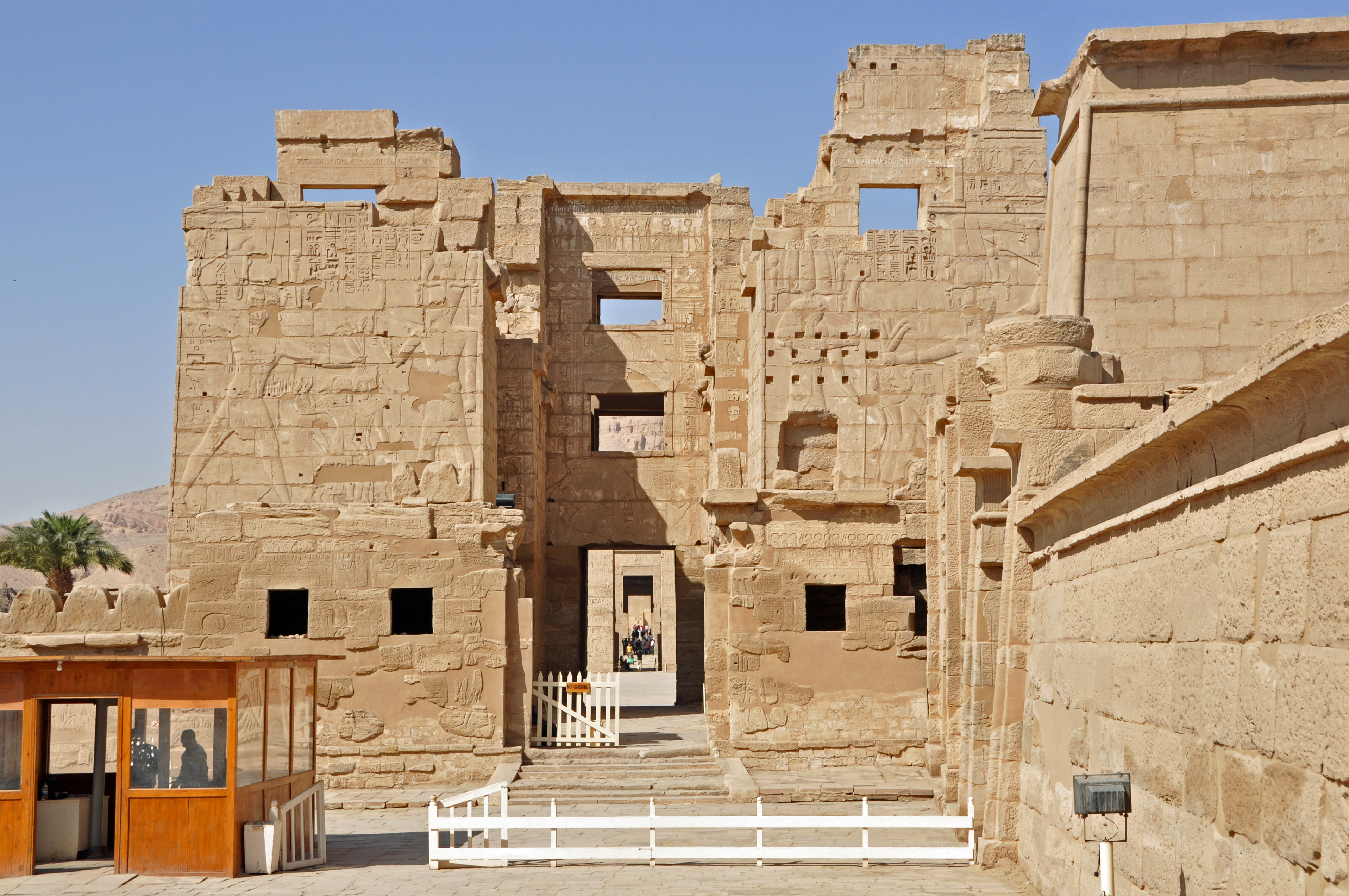
Ingang van het koninklijk paviljoen en tevens van het hele tempelcomplex (ook Migdol genaamd)
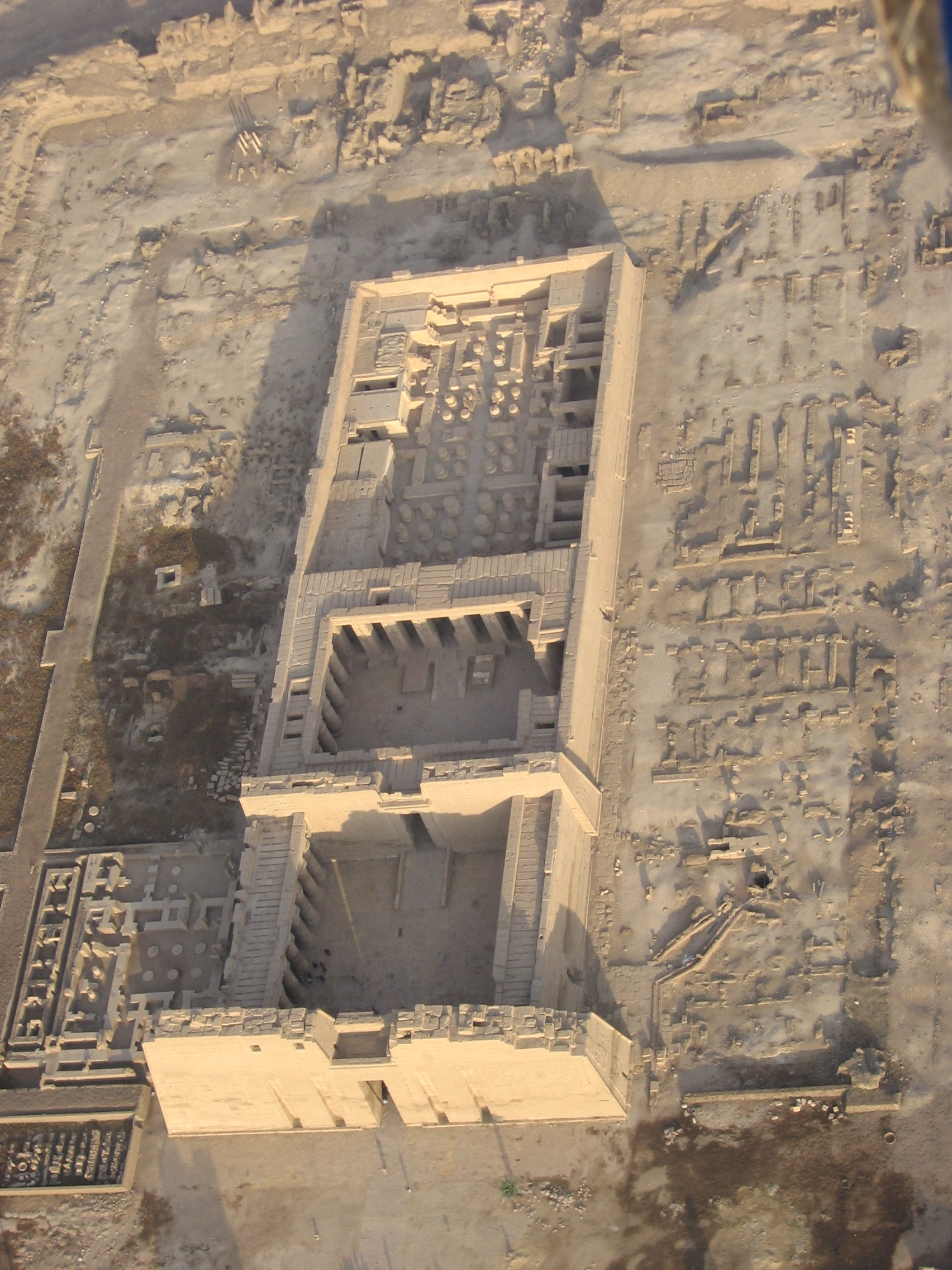
Luchtbeeld van de grote tempel van Ramses III
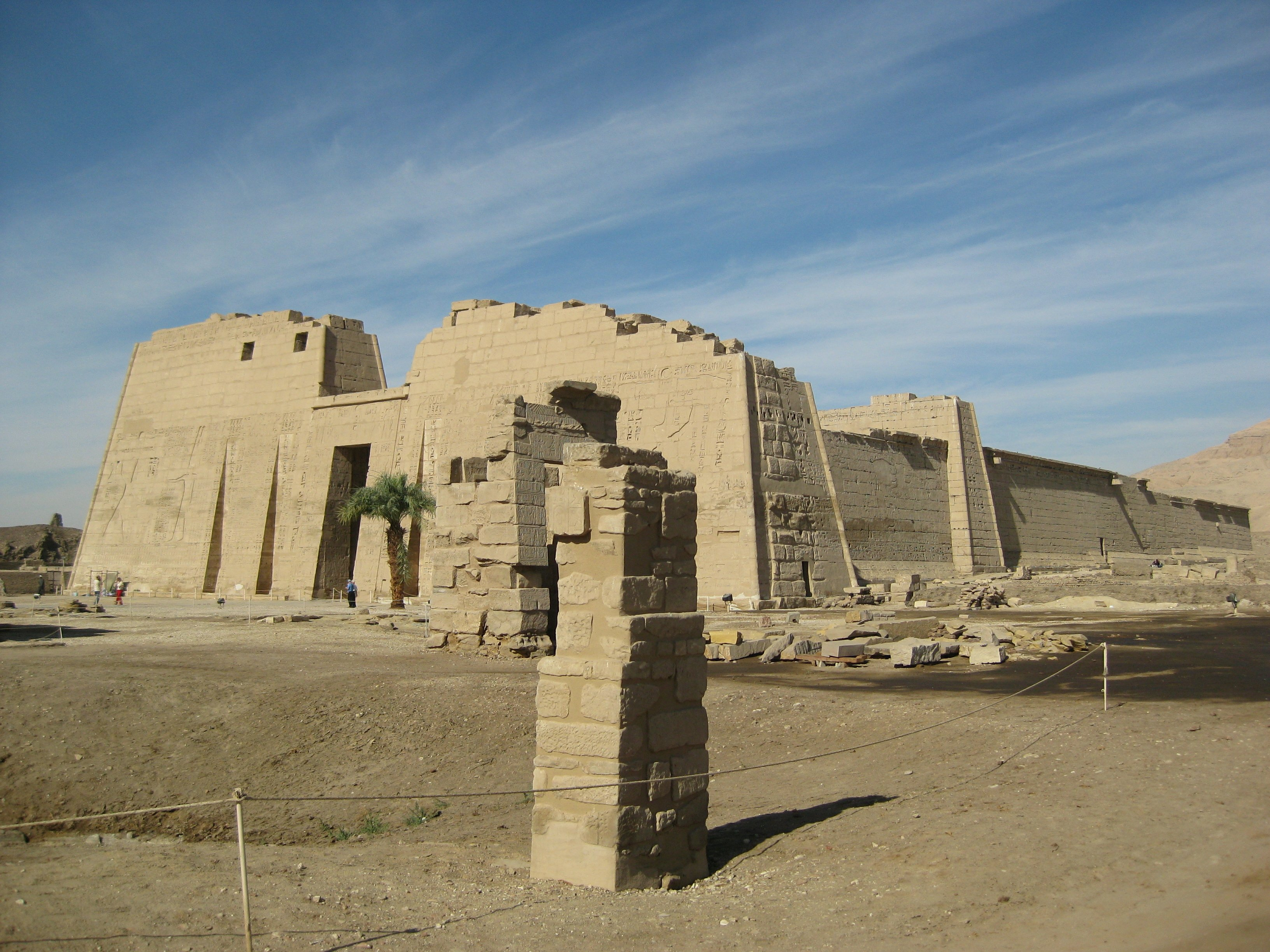
Grote tempel van Ramses III
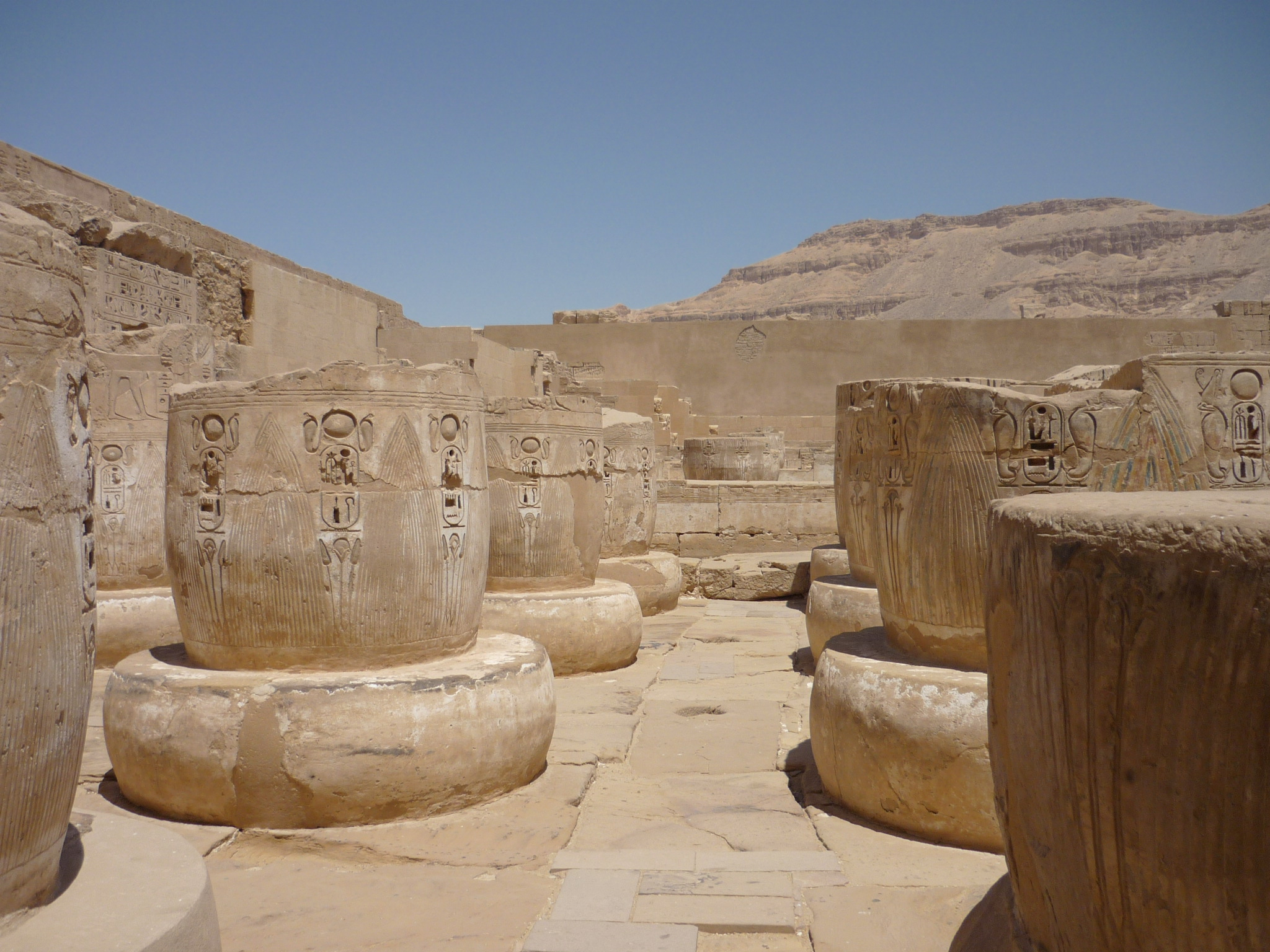
Grote tempel van Ramses III: hypostyle zaal